# Zoolook
Zoolook es el séptimo álbum de Jean Michel Jarre, que fue lanzado en el año 1984 por Disques Dreyfus. Hace un uso extenso de técnicas de grabación digital y sampling. Es considerado por muchos fanes como el álbum más experimental de Jean Michel Jarre hasta la actualidad.
La mayoría de la música está creada por el sonido y la pronunciación de varios idiomas diferentes, junto con el sonido de sintetizadores, así como otros instrumentos más tradicionales. Muchos de los tonos de este álbum parecen estar influenciados por elementos de la musique concrète y por la etapa de Jarre como estudiante de Pierre Schaeffer.
Partes de este álbum son trabajos en material que ya había aparecido en el álbum Musique pour supermarché, grabado el año anterior, del que sin embargo, se conserva sólo una copia en todo el mundo, como parte de una particular iniciativa artística de Jarre.
El videoclip del tema que da nombre al álbum, "Zoolook", fue dirigido por Jean-Pierre Jeunet y Marc Caro.

## Lenguas
Las lenguas escuchadas en este álbum son grabaciones de voces en numerosos idiomas:
- Aborigen
- Afgano - Pashto
- Árabe
- Balinés
- Chino
- Holandés (Ethnicolor II - 3:15)
- Inglés
- Esquimo-auletiano
- Francés
- alemán
- Húngaro
- Indio
- Japonés
- Malgache
- Malayo
- Pigmeo
- Polaco
- Quechua
- Ruso
- Dakhota-lakhota
- Español
- Sueco
- Tibetano
- Turco.

## Lista de temas y ediciones

### Primera edición (1984)
Es la versión original del álbum. En formatos LP y casete.
| Lado A |              |                    |          |  |
| N.º    | Título       | Nombre alternativo | Duración |  |
| 1.     | «Ethnicolor» | Ethnicolor, part 1 | 11:41    |  |
| 2.     | «Diva»       |                    | 7:33     |  |
| 19:44  |              |                    |          |  |

| Lado B |                  |                    |          |  |
| N.º    | Título           | Nombre alternativo | Duración |  |
| 3.     | «Zoolook»        |                    | 3:50     |  |
| 4.     | «Wooloomooloo»   |                    | 3:20     |  |
| 5.     | «Zoolookologie»  |                    | 4:20     |  |
| 6.     | «Blah-Blah Cafe» |                    | 3:22     |  |
| 7.     | «Ethnicolor II»  | Ethnicolor, part 2 | 3:52     |  |
| 18:44  |                  |                    |          |  |

### Segunda edición (1985)
El año 1985 se crea una segunda edición que contiene los remixes de Zoolook (por René Ameline) y Zoolookologie (por François Kevorkian y Ron St. Germain), reemplazando estos a sus temas originales. Además cambian ambos de lugar. Solo en formato CD.
| Zoolook (segunda edición) |                         |          |  |
| N.º                       | Título                  | Duración |  |
| 1.                        | «Ethnicolor»            | 11:41    |  |
| 2.                        | «Diva»                  | 7:33     |  |
| 3.                        | «Zoolookologie» (remix) | 3:45     |  |
| 4.                        | «Wooloomooloo»          | 3:20     |  |
| 5.                        | «Zoolook» (remix)       | 3:51     |  |
| 6.                        | «Blah-Blah Cafe»        | 3:22     |  |
| 7.                        | «Ethnicolor II»         | 3:52     |  |
| 37:24                     |                         |          |  |

### Tercera edición (1997)
El año 1997 se lanza la tercera edición, en el mismo orden de los temas originales, con algunos cambios, y los originales remasterizados. Inicialmente en formato CD, luego se lanzó en Disco digital.
| Zoolook (remasterizado) |                                  |          |  |
| N.º                     | Título                           | Duración |  |
| 1.                      | «Ethnicolor» (nueva edición)     | 11:47    |  |
| 2.                      | «Diva» (nueva edición)           | 7:20     |  |
| 3.                      | «Zoolook» (nuevo mix)            | 3:58     |  |
| 4.                      | «Wooloomooloo»                   | 3:17     |  |
| 5.                      | «Zoolookologie» (nuevo mix)      | 4:14     |  |
| 6.                      | «Blah-Blah Cafe» (nueva edición) | 3:25     |  |
| 7.                      | «Ethnicolor II»                  | 3:54     |  |

### Cuarta edición (2014)
A 30 años del lanzamiento del álbum, el 14 de noviembre de 2014 se lanza la cuarta edición llamada Zoolook, 30th. Anniversary Edition, con los temas originales remasterizado y algunos cambios. Solo en formato Disco digital.
| Zoolook, 30th. Anniversary Edition |                                   |          |  |
| N.º                                | Título                            | Duración |  |
| 1.                                 | «Ethnicolor» (nueva edición 2014) | 11:48    |  |
| 2.                                 | «Diva» (nueva edición 2014)       | 7:22     |  |
| 3.                                 | «Zoolook» (remix)                 | 3:52     |  |
| 4.                                 | «Wooloomooloo»                    | 3:18     |  |
| 5.                                 | «Zoolookologie»                   | 4:21     |  |
| 6.                                 | «Blah-Blah Cafe»                  | 3:21     |  |
| 7.                                 | «Ethnicolor II»                   | 3:52     |  |

## Personas
- Jean Michel Jarre – sintetizador, equipos electrónicos
- Laurie Anderson – Vocal
- Adrian Belew – guitarra y efectos
- Yogi Horton – batería
- Marcus Miller – bajo
- Frédéric Rousseau – sintetizador
- Ira Siegel – guitarra

## Equipo utilizado
- Linn LM-1
- Linn LinnDrum
- Simmons SDS V
- Eminent 310 U
- Garfield Electronics Doctor Click
- E-mu Emulator
- Fairlight CMI-II
- ARP 2600
- EMS Synthi AKS
- Moog 55
- Oberheim OB-Xa
- Sequential Circuits Prophet-5
- Yamaha DX7
- EMS Vocoder 1000

## Versiones de los temas
| Tema               | Álbum / Concierto                                      | Año       | Nombre alternativo    | Observaciones                                            |
| ------------------ | ------------------------------------------------------ | --------- | --------------------- | -------------------------------------------------------- |
| Ethnicolor, part 1 | Rendez-Vous Houston / Cities in Concert, Houston-Lyon  | 1986/1987 |                       |                                                          |
| Ethnicolor, part 1 | Rendez-Vous Lyon                                       | 1986      |                       |                                                          |
| Ethnicolor, part 1 | Destination Docklands                                  | 1988      |                       | No sale en el álbum del concierto.                       |
| Ethnicolor, part 1 | Paris La Defense                                       | 1990      |                       | Tema original                                            |
| Ethnicolor, part 1 | Paris La Defense                                       | 1990      | Ethnitransition       | Transición entre Ethnicolor, part 1 y Zoolookologie.     |
| Ethnicolor, part 1 | Images - The Best of Jean Michel Jarre (/)             | 1991      |                       | Solo primera parte del tema                              |
| Ethnicolor, part 1 | Images - The Best of Jean Michel Jarre (remasterizado) | 1997      |                       | Solo primera parte del tema                              |
| Ethnicolor, part 1 | Concert pour la Tolérance                              | 1995      |                       | Segunda parte del tema fue acompañado por Patrick Rondat |
| Ethnicolor, part 1 | Oxygen in Moscow                                       | 1997      |                       |                                                          |
| Ethnicolor, part 1 | The Twelve Dreams of the Sun                           | 1999-2000 |                       |                                                          |
| Ethnicolor, part 1 | Hymn to the Akropolis                                  | 2002      |                       | Solo se tocó en el primer concierto.                     |
| Zoolook            | Essentials & Rarities                                  | 2011      |                       |                                                          |
| Wooloomooloo       | Rendez-Vous Lyon / Cities in Concert, Houston-Lyon     | 1986/1987 |                       | Salió solo desde la segunda edición del álbum.           |
| Wooloomooloo       | Images - The Best of Jean Michel Jarre (remasterizado) | 1997      |                       |                                                          |
| Wooloomooloo       | Legends of the Lost City                               | 1992      |                       |                                                          |
| Zoolookologie      | The Essential 1976-1986                                | 1986      |                       |                                                          |
| Zoolookologie      | Paris La Defense                                       | 1990      |                       | Tema original                                            |
| Zoolookologie      | Paris La Defense                                       | 1990      | Ethnitransition       | Transición entre Ethnicolor, part 1 y Zoolookologie.     |
| Zoolookologie      | Images - The Best of Jean Michel Jarre ()              | 1991      |                       |                                                          |
| Zoolookologie      | Images - The Best of Jean Michel Jarre (remasterizado) | 1997      | Zoolookologie (remix) | Versión remix del tema.                                  |
| Zoolookologie      | Live in Beijing                                        | 2004      |                       | Versión AERO                                             |
| Zoolookologie      | AERO                                                   | 2004      |                       | Versión AERO                                             |
| Zoolookologie      | Salle des Étoiles                                      | 2005      |                       | Versión AERO                                             |
| Blah-Blah Cafe     | Images - The Best of Jean Michel Jarre (remasterizado) | 1997      |                       |                                                          |